# ناوجات
ناوجات (به انگلیسی: Naujaat) یک شهرک در کانادا است که در نوناووت واقع شده‌است. ناوجات ۴۲۴٫۲۷ کیلومتر مربع مساحت و ۱٬۰۸۲ نفر جمعیت دارد و ۲۴ متر بالاتر از سطح دریا واقع شده‌است.